# مرتضی آتش زمزم
مرتضی آتش زمزم (زادهٔ ۶ آذر ۱۳۵۶ در اصفهان) کارگردان و تهیه ‌کننده سینما و تلویزیون اهل ایران است. او عضو کانون تهیه‌کنندگان و کانون کارگردانان سینمای ایران است.

## زندگی
وی در رشته کامپیوتر از دانشگاه اصفهان فارغ‌التحصیل شده‌است از سال ۱۳۸۰ فیلمسازی را شروع کرده که نتیجه اش تا کنون ساخت چهار فیلم سینمایی، دو سریال تلویزیونی و چندین مستند کوتاه و بلند بوده‌است. وی در سال ۲۰۰۸ و ۲۰۱۰ دبیر جشنواره فیلم بم بوده‌است.

## فیلم‌شناسی
| نام اثر             | سال  | سمت                           | محصول           | اکران/قسمت‌ها   | - | نوع اثر                                                  |
| ------------------- | ---- | ----------------------------- | --------------- | -------------- | --- | -------------------------------------------------------- |
| دروغ‌های زیبا        | 2024 | کارگردان و نویسنده            | ایران و بنگلادش |                | دوبله شده به زبان فارسی به مدیریت دوبلاژ خسرو خسروشاهی                                                      | فیلم بلند                                                |
| گل قرمز             | 2023 | کارگردان                      |                 |                | |                                                          |
| دین: روز            | 2021 | کارگردان                      |                 |                | |                                                          |
| نیروانا             | 2019 | کارگردان                      |                 |                | |                                                          |
| شرم بودا            | 2019 | کارگردان                      |                 |                | | فیلم کوتاه                                               |
| سیمین               | 2019 | کارگردان و تهیه‌کننده          |                 |                | |                                                          |
| هولیا               | ۱۳۹۹ | کارگردان، تهیه‌کننده و نویسنده | ایران           | ۲۹ شهریور ۱۴۰۲ | |                                                          |
| سیمین               | ۱۳۹۷ | کارگردان، تهیه‌کننده           | ایران           |                | | جایزه ویژه هیت داوران جشنواره فیلم بایکال در سیبری روسیه |
| مالیخولیا           | ۱۳۹۴ | کارگردان، تهیه‌کننده و نویسنده | ایران           |                | فیلم منتخب انجمن فیلمسازان بلغارستان در بیست و پنجمین دوره جشنواره وارنا بلغارستان در بخش مسابقه بین اللملل |                                                          |
| مرگ سپید            | ۱۳۹۰ | کارگردان، تهیه‌کننده           | ایران           |                | حضور در جشنواره ۳۰ فجر                                                                                      |                                                          |
| بن‌بست               | ۱۳۸۷ | کارگردان، تهیه‌کننده           | لبنان           |                | حضور در جشنواره ۲۷ فجر                                                                                      |                                                          |
| خاتون               | ۱۳۹۳ | کارگردان، تهیه‌کننده           | ایران           | ۲۷ قسمت        | | سریال                                                    |
| سایه سلطان          | ۱۳۹۰ | کارگردان، تهیه‌کننده           | لبنان و ایران   | ۱۶ قسمت        | |                                                          |
| سایه‌های شهر         | ۱۳۸۷ | کارگردان، تهیه‌کننده           | لبنان           | ۷ قسمت         | |                                                          |
| آخرین گزارش         | ۱۳۸۳ | کارگردان، تهیه‌کننده           | لبنان           |                | | تله فیلم                                                 |
| شرم بودا            | ۱۳۹۶ | کارگردان، تهیه‌کننده           | بنگلادش         |                | نمایش در سی و ششمین جشنواره بازار جهانی فجر                                                                 | مستند                                                    |
| رودی که کشته شد     | ۱۳۹۱ | کارگردان، تهیه‌کننده           | ایران           |                | جایزه ویژه هیئت داوران شانزدهمین جشن بزرگ سینمای ایران                                                      |                                                          |
| مجموعه «بهشت گمشده» | ۱۳۹۰ | تهیه‌کننده                     | ایران           |                | |                                                          |
| خواهری در لاهور     | ۱۳۸۹ | کارگردان، تهیه‌کننده           | پاکستان         |                | |                                                          |